# Yvoy-le-Marron
Yvoy-le-Marron é uma comuna francesa na região administrativa do Centro, no departamento Loir-et-Cher. Estende-se por uma área de 49,4 km². Em 2010 a comuna tinha 750 habitantes (densidade: 15,2 hab./km²).